# Моншалон
Моншало́н (фр. Montchâlons) — коммуна во Франции, находится в регионе Пикардия. Департамент коммуны — Эна. Входит в состав кантона Лан-2. Округ коммуны — Лан.
Код INSEE коммуны — 02501.

## Население
Население коммуны на 2010 год составляло 64 человека.
| 1962 | 1968 | 1975 | 1982 | 1990 | 1999 | 2010 |
| ---- | ---- | ---- | ---- | ---- | ---- | ---- |
| 103  | 76   | 79   | 65   | 65   | 65   | 64   |

## Экономика
В 2010 году среди 43 человек трудоспособного возраста (15—64 лет) 34 были экономически активными, 9 — неактивными (показатель активности — 79,1 %, в 1999 году было 68,2 %). Из 34 активных жителей работали 32 человека (19 мужчин и 13 женщин), безработных было 2 (1 мужчина и 1 женщина). Среди 9 неактивных 2 человека были учениками или студентами, 6 — пенсионерами, 1 был неактивным по другим причинам.